# Admiral's Voyage
Admiral's Voyage, född 1959, död 1989, var ett amerikanskfött engelskt fullblod, mest känd för att varit morfar till den trefaldiga ledande avelshingsten i Nordamerika, Danzig.

## Bakgrund
Admiral's Voyage var en mörkbrun hingst efter Fighting Fox och under Olympia Lou (efter Olympia). Han föddes upp och ägdes av Fred W. Hooper, och tränades under tävlingskarriären av Chuck Parke (på östkusten) och av Julius E. Tinsley Jr. (på västkusten).

## Karriär
Admiral's Voyage tävlade mellan 1961 och 1964, och sprang in totalt in 455 879 dollar på 52 starter, varav 12 segrar, 10 andraplatser och 11 tredjeplatser. Han tog karriärens största segrar i Wood Memorial Stakes (1962), Louisiana Derby (1962), Los Feliz Stakes (1962), San Miguel Stakes (1962), Carter Handicap (1963), Midwest Handicap (1963) och San Carlos Handicap (1964). Bland andra större meriter räknas andraplatsen i Belmont Stakes (1962).

### Som avelshingst
Admiral's Voyage var far till Pas de Nom som sedermera parades med Northern Dancer och producerade den trefaldiga ledande avelshingsten i Nordamerika, Danzig.